# Попов, Владимир Фёдорович (кораблестроитель)
Владимир Фёдорович Попов (1888—1967) — учёный-кораблестроитель, доктор технических наук, профессор, заслуженный деятель науки и техники РСФСР, лауреат Сталинской премии.

## Биография
Родился в 1888 году в г. Новочеркасске Области войска Донского (ныне Ростовская область). В 1912 году, после окончания кораблестроительного отделения Санкт-Петербургского политехнического института работал в судостроительном отделении Путиловского завода. В 1915—1917 годах был начальником конструкторского бюро подводных лодок на заводе «Петровская верфь» в г. Ревеле, где строились подводные лодки типа «Барс».
После Октябрьской революции переехал в Петроград и был назначен начальником цеха Балтийского завода. В 1918 году участвовал в Ледовом походе кораблей Балтийского флота из Ревеля в Петроград. В годы Гражданской войны был прикомандирован к штабу Каспийской военной флотилии как специалист-подводник.
В 1922 году был назначен заместителем начальника Севзапвоенпрома. Осваивал производство турбин на заводе «Северная верфь». В 1924 году был назначен техническим директором завода «Большевик», в 1927 году стал главным инженером Адмиралтейского судостроительного завода имени А. Марти.
В июле 1929 года был репрессирован, находился в заключении в ОКТБ-2 ОГПУ Ленинградской области, которое размещалось на территории Адмиралтейского завода. Руководил составлением эскизного проекта сторожевого катера — морского охотника за подводными лодками, который рассматривался как «единый тип сторожевого катера погранохраны ОГПУ и охотника за ПЛ ВМС РККА». Из-за дефицита судостроительной стали конструкторы были вынуждены проектировать деревянный корабль. Попов предложил для достижения катером скорости 25 узлов установить на катере дизели МАИ 30/38 мощностью 800 л. с., которые начал в то время осваивать Коломенский завод. Кроме того, он решил увеличить отношение длины к ширине корпуса, в результате чего взросло водоизмещение «единого» катера до 100 т. Под руководством В. Ф. Попова также разрабатывался проект верфи Морпогранохраны ОГПУ на Петровском острове (ныне Судостроительное предприятие, специализирующееся на строительстве быстроходных катеров и малых кораблей Алмаз), которая была предназначена специально для строительства сторожевых пограничных катеров с корпусами из дерева.
В 1932 году Попов был освобождён из-за отсутствия состава преступления (реабилитирован 18 января 1958 года). Назначен председателем комиссии (в качестве консультанта в комиссии участвовал академик А. Н. Крылов), которая проанализировала причины взрыва и разработала мероприятия по ликвидации дефектов проекта малых охотников. Реализация этих мероприятий позволила устранить недостатки и обеспечить передачу Морпогранчастям ОГПУ надёжных в эксплуатации кораблей типа MO-4, впоследствии успешно участвовавших в Великой Отечественной войне.
Попов был вновь назначен главным инженером Адмиралтейского завода. 22 октября 1935 года именно ему было поручено опустить в гнездо киля посеребрённую бронзовую пластину (закладную доску) при закладке первого советского лёгкого крейсера, получившего имя «Киров».
В 1939—1940 годах являлся заместителем начальника Главного управления Наркомата судостроительной промышленности СССР. С 1940 по 1944 годы был Главным инженером Балтийского завода им. С. Орджоникидзе, являлся инициатором создания нового типа корабля МТ (малый тральщик, известные под названием «проект 253Л»), принимал активное участие в проектировании и создании большегрузных барж для доставки продовольствия в блокадный Ленинград по Ладожскому озеру. Все годы Великой Отечественной войны оставался в блокадном Ленинграде. Был награждён медалью «За оборону Ленинграда», орденами Трудового Красного Знамени и Отечественной войны 2 степени, а также знаком «Отличник судостроительной промышленности».
Параллельно с основной работой В. Ф. Попов преподавал на кораблестроительном факультете в Ленинградском кораблестроительном институте. В 1940 году стал доктором технических наук, в 1943 году — профессором. В 1944 году был назначен заведующим кафедрой технологии судового машиностроения Ленинградского кораблестроительного института. Разработал научные основы технологии судового машиностроения. С 1947 по 1955 годы являлся деканом машиностроительного факультета Ленинградского кораблестроительного института. В 1951 году ему была вручена Сталинская премия, а в 1960 году присуждено почётное звание — Заслуженный деятель науки и техники РСФСР
Умер Владимир Фёдорович Попов в 1967 году.

## Память
В 1987 году именем Владимира Фёдоровича Попова был назван сухогрузное судно «Профессор Владимир Попов» проекта 15881, тип «Виталий Дьяконов», которое было спущено на воду в июле 1987 года. Теплоход был приписан к Сахалинскому Морскому Пароходству, порт приписки Холмск.